# Achacy Czema (zm. 1576)
Achacy Czema (Cema, von Zehmen) herbu własnego (zm. w 1576 roku) – wojewoda pomorski 3 lutego 1566 - listopad 1576, starosta gniewski i dzierżgoński. 
Syn Achacego Czemy (zm. 1565), luteranin.
Był sygnatariuszem aktu unii lubelskiej 1569 roku. 
W 1573 roku potwierdził elekcję Henryka III Walezego na króla Polski.